# Loi de nationalisation du 11 février 1982
La loi de nationalisation du 11 février 1982 a été votée pendant le premier septennat du président François Mitterrand et promulguée par le gouvernement Mauroy. 
Les débats s'ouvrent le 13 octobre 1981, une première loi est adoptée par le Parlement le 18 décembre 1981, mais la censure partielle du texte par le Conseil constitutionnel le 16 janvier 1982 conduit à sa non-promulgation. Une seconde loi, présentée le 20 janvier, est finalement promulguée le 11 février 1982.

## Contexte
Le plan de nationalisation figurait au « programme commun de gouvernement » signé le 27 juin 1972 entre le Parti socialiste (PS), le Parti communiste et les Radicaux de gauche. Il est repris parmi les « 110 propositions » du candidat Mitterrand en 1980-81 (21e proposition).
Le Parlement adopte une première loi le 18 décembre 1981, malgré un rejet du Sénat acquis à l'opposition. Le texte visait à nationaliser les cinq premiers groupes industriels français, trente-neuf banques et deux compagnies financières. 
L'opposition de droite (RPR et UDF) n'hésite pas à utiliser la tactique de l'obstruction parlementaire, en déposant près de 1 400 amendements. Charles Millon est l'un des opposants les plus farouches au projet, qui publie en 1984 L'Extravagante Histoire des nationalisations.
Saisi par l'opposition, qui se bat pour une indemnisation plus forte des entreprises qui seront nationalisées, le Conseil constitutionnel, dans sa décision no 81-132 du 16 janvier 1982, censure les articles 4, 6, 13-1, 16, 18, 30 et 32 du texte, qui concernaient les mécanismes d'évaluation de la valeur des entreprises à nationaliser, afin de les indemniser, arguant l'inviolabilité du droit de propriété. Il invoque la volonté du peuple qui, « par le référendum du 5 mai 1946 a rejeté une Déclaration des droits comportant notamment l’énoncé de principes différents de ceux proclamés en 1789 par les articles 2 et 17 » et a, en revanche, « par les référendums du 13 octobre 1946 et du 28 septembre 1958, approuvé des textes conférant valeur constitutionnelle aux principes et droits proclamés en 1789 ».
Le texte est retiré et une nouvelle version est ensuite adoptée et promulguée le 11 février 1982 et paraît au Journal Officiel le 13 février 1982. Pour les sociétés cotées en Bourse, la valeur d'échange des actions est égale à la moyenne des cours d'octobre 1980 à mars 1981, majorée de 14% pour tenir compte de l'inflation. 

## Entreprises concernées
Les entreprises concernées sont indemnisées à hauteur de 39 milliards de francs. La loi concerne les secteurs et entreprises suivantes :

### Secteur industriel
1. Thomson
2. Saint-Gobain
3. Rhône-Poulenc
4. Pechiney-Ugine-Kuhlmann
5. Usinor
6. Sacilor (fusionne avec Usinor en 1986)
7. Suez
8. Compagnie générale d'électricité

### Secteur bancaire

#### Raisons de la loi du 11 février 1982
Selon J.-F. Bocquillon et M. Mariage, les partisans des nationalisations bancaires les présentent comme une solution aux problèmes suivants :
- Pour garantir le remboursement des sommes prêtées, les banques préfèrent prêter à des personnes solvables qu'à celles qui sont dans le besoin. A ces dernières, les banques ne prêtent pas, ou peu.
- Elles privilégient les opérations lucratives à court terme dites spéculatives qu'à celles d'investissements productifs de long terme.
- Les détaillants financiers (établissements emprunteurs, puis prêteurs) augmentent les coûts des opérations financières.
- Le monopole de la création monétaire par la banque centrale (monnaie fiduciaire) est menacé par la concurrence des banques commerciales qui créent, à leur, de la monnaie (monnaie scripturale).

#### Paramètres de la nationalisation
La loi du 11 février 1982 ne concerne que les institutions financières qui réalisent leurs opérations de dépôt et de crédit à vue et/ou à court terme et qui ont leur direction générale sur le territoire français. Sont donc exclus de cette stratégie tous les établissements financiers qui réalisent des opérations sur le moyen et le long terme et/ou qui sont des succursales de banques étrangères. De plus, le montant des dépôts، dans l'hexagone, doit être égal ou dépasser l'équivalent de un milliard de francs français au début de 1981 et détenu par des personnes résidentes en France.

#### Institutions concernées
- Les groupes bancaires et financiers :
  1. Banque de Bretagne ;
  2. Crédit commercial de France ;
  3. Crédit industriel d'Alsace et de Lorraine (CIAL) ;
  4. Crédit industriel et commercial (CIC) ;
  5. Crédit industriel de Normandie ;
  6. Crédit industriel de l'Ouest ;
  7. Crédit du Nord ;
  8. Banque Hervet ;
  9. Rothschild (Banque) ;
  10. Banque Scalbert-Dupont ;
  11. Société bordelaise de crédit industriel et commercial ;
  12. Société centrale de banque ;
  13. Société générale alsacienne de banque (Sogenal) ;
  14. Société lyonnaise de dépôts et de crédit industriel ;
  15. Société marseillaise de crédit ;
  16. Société nancéienne de crédit industriel et Varin-Bernier ;
  17. Société séquanaise de banque ;
  18. Banque Worms ;
  19. Banque centrale des coopératives et des mutuelles ;
  20. Banque corporative du bâtiment et des travaux publics ;
  21. Banque fédérative Crédit mutuel ;
  22. Banque française de crédit coopératif ;
  23. Banque La Hénin ;
  24. Banque de l'Indochine et de Suez (future Banque Indosuez) ;
  25. Banque industrielle et mobilière privée (BIMP) ;
  26. Banque de Paris et des Pays-Bas ;
  27. Banque parisienne de crédit au commerce et à l'industrie ;
  28. Banque régionale de l'Ain ;
  29. Banque régionale de l'Ouest ;
  30. Banque de l'Union européenne ;
  31. Banque Chaix ;
  32. Crédit chimique ;
  33. Banque Laydernier ;
  34. Monod-Française de banque ;
  35. Odier Bungener Courvoisier (Banque) ;
  36. Sofinco La Hénin ;
  37. Banque Tarneaud ;
  38. Banque Vernes et commerciale de Paris ;
  39. Union de Banques à Paris.

De plus, l'État récupère le capital des entreprises qu'il ne détenait pas encore en totalité notamment :
1. la Banque nationale de Paris ;
2. Crédit lyonnais ;
3. Société générale.

### Holding financiers
- Compagnie financière de Paris et des Pays-Bas
- Compagnie financière de Suez

En 1982, sur les 25,5 millions d’actifs en France, quatre étaient employés dans la fonction publique. En 1983, un salarié sur quatre travaille dans le secteur public[réf. nécessaire].